# Gespikkeld kroeskopje
Het gespikkeld kroeskopje (Nemapogon granella) is een vlinder uit de familie Tineidae (echte motten). De imago wordt gemakkelijk verward met die van Nemapogon cloacella. De spanwijdte van de vlinder bedraagt tussen de 10 en 15 millimeter. De soort kent een wereldwijde verspreiding.

## Rups
De rups van het gespikkeld kroeskopje leeft van paddenstoelen en van plantaardige resten. Bekend is dat er een plaag kan ontstaan in de opslag van graan en (gedroogde) groenten, de rupsen zijn ook gevonden in rot hout en in kurken van wijn- en champagneflessen.

## Voorkomen in Nederland en België
Het gespikkeld kroeskopje is in Nederland en in België een wijdverbreide, vrij algemene soort. De soort kan vrijwel gedurende het hele jaar worden waargenomen.